# James Foley
James Foley (født 28. december 1953 i Brooklyn, død 6. maj 2025) var en amerikansk filminstruktør og manuskriptforfatter.

## Udvalgt filmografi
- Perfect Stranger (2007)
- Confidence (2003)
- The Corruptor (1999)
- The Chamber (Dødskammeret, 1996)
- Fear (1996)
- Two Bits (Mig og min bedstefar, 1995)
- Glengarry Glen Ross (Sælger til salg, 1992)
- After Dark, My Sweet (1990)
- Who's That Girl (1987)
- At Close Range (1986)
- Reckless (1984)

Foley instruerede også musikvideoer for følgende sange af Madonna:
- "Live to Tell" (1986)
- "Papa Don't Preach" (1986)
- "True Blue" (1986)